# 最強陰陽師的異世界轉生記
《最強陰陽師的異世界轉生記 ～怪物比我的下僕妖怪弱太多了～》是日本作家小鈴危一創作的輕小說系列，由2018年12月26日起在成為小說家吧連載，2019年7月31日起經雙葉社發行實體書，第1冊由擔綱插圖，第2冊起改由擔綱插圖。2022年7月29日起由Monster文庫發行新裝版，夕薙擔綱插圖。改編漫畫由2020年5月起開始在網上連載，由岡崎俊憲（オカザキトシノリ）擔任繪畫。2022年7月26日，宣佈改編電視動畫，於2023年1月至4月播放。

## 角色列表

### 主要角色
賽伊卡·蘭布羅格（Seika Lamprogue，聲：花守由美里）
前世是最強陰陽師玖峨晴嘉，目前僅知能召喚的妖怪有管狐、入道、蛟龍、大百足、鐮鼬、覺、牛鬼、兒啼爺、雷獸、白蛇（蝮蛇精）、狐狗狸等等。表面上是蘭布羅格伯爵布雷斯的三男。實際上是布雷斯的弟弟吉爾伯特與神魔族女性梅洛莎所生的混血兒，幼年時表現出的魔力能隨意摧毀物體或生物而讓養母感到十分恐怖，兄長們也感到害怕與忌憚。覺醒前世記憶後在魔法資質檢定時被判定失去了所有魔力，也不再表現出破壞與毀滅的衝動，但仍讓家族成員與傭人們對此仍抱著不好的印象而避諱著他。
拥有前世身為阴阳师时期的知识和术，以及丰富的咒力，目前已知的屬性有木、火、土、金、水、陰、陽，並將其偽裝成魔法來使用。前世因为过于强大的力量招致他人的畏惧，最终遭到自己所愛的弟子谋杀，今生打算“不显眼、狡猾”地活着，好好地抓住幸福。不擅长剑术以及搭馬車會暈車。被聖皇女和魔族預見為未來的魔王，但自己對此並不知情。
由於前世活了很久，又有著教導不少孤兒當弟子的經驗，使他在覺醒了前世的記憶後，與年紀相近的阿米優、伊法、梅貝爾等人相處時總是不自覺的以長者、保護者或是老師的身分自居，讓他完全沒有察覺到來自女性們的好感。
玖峨晴嘉（Haruyoshi Kuga，聲：梅原裕一郎）
最強的陰陽師，賽伊卡·蘭布羅格的前世。從小就渴望著龐大的力量，認為只要得到力量就不會失去任何東西。因为本身具有过于强大的力量，又因為與某位皇子有交情，加上該皇子在皇位繼承中失利被權貴认为他很危险，在被看穿他無法對自己的弟子出手，於是高官貴族控制了其中一名女弟子，利用那人將他殺害。是個不在意周围、贪婪地持续追求知識與力量的人。私底下也有收养孤儿为徒，包容能力低下的温柔一面。
雪（Yuki，聲：小倉唯）
賽伊卡在转生前就开始使役的管狐，附体和神通力都是一无是处的吉祥物般的存在。以前的人类身体是成熟女性的风格，但在这个世界里整体变小。
伊法（Efa，聲：和氣杏未）
個性溫柔善良。賽伊卡出生的“兰布罗格伯爵家”中奴隶的女儿，从小作为佣人在伯爵家工作，也是伯爵家相關人士中極少數沒有對賽伊卡表現出害怕畏懼的人。擁有森人一族的血緣，一直对周围隐藏着，自己能看见賽伊卡也看不见的“精灵”，并拥有能够驱使他们的才能。喜歡对从小待自己很好的賽伊卡。
在賽伊卡的指導下實力進步飛速，並在他推薦下成為其從者和他一起進入魔法學園就讀。奴隸身份在調查龍事件中被王國第一王子和森人麗澤解除，恢復自由身。雖然拒絕麗澤的提議（到「後宮」接受高等教育），但是仍受到對方的祝福，贈予光之精靈給自己。
阿米優（Amu，聲：稗田寧寧）
現任勇者，父母是冒險家。個性強硬不屈。和賽伊卡同期参加罗德涅阿魔法学园入学考试的平民少女。拥有全属性的魔力适性，以及入学考试第一名的惊人的剑术和魔法才能。但因賽伊卡的保護以致實力並沒如期般上升。
異常的好戰，年幼時就曾表現出無視他人生死的戰鬥狂一面。除了髮色不同，其長相十分相似主角的前世晴嘉早年亡故的姊姊，也和殺死了晴嘉的女弟子很像，讓賽伊卡初次見到她時相當訝異。
因捲入權貴鬥爭（因魔族始終沒找到魔王，人類激進派貴族知道勇者的存在而想趁機對魔族開戰，但其他權貴不想和魔族開戰，故而認為只有殺死勇者才能阻止戰爭），才得知自己的勇者身份及被學園和賽伊卡一直暗中保護的事，於聖皇女的幫助下，逃出囚籠及以冒險家身份和賽伊卡等人踏上旅途。
梅貝爾·克萊因（Mabel Klein，聲：鬼頭明里）
個性沉默寡言，给人一种阴暗冰冷的感觉的少女，比賽伊卡低一屆，但年齡相同。她和塞伊卡一起参加帝都的综合武术大赛。真正身份為自小被訓練長大的商會傭兵（奴隸），被賣給學園當作勇者替身，由克萊因男爵家收養。參加比賽是為了和已變成殺人傀儡的哥哥決戰，被賽伊卡阻止，並替她偷偷運走哥哥的屍體安葬。不喜歡讀書，入學成績也是依賴實戰成績排名第一。不管在男爵家或學園裏，一直都在戒備商會可能派來的刺客，但每次來襲皆是來刺殺勇者的魔族或間諜，只有在賽伊卡家中借宿的日子裏能因那裡有聖皇女的護衛騎士及賽伊卡的實力才比較安心。
菲歐娜·烏爾德·艾爾葛萊夫（Fiona Urd Alegreif，聲：本渡楓）
烏爾特懷特帝國的公主，稱號為「聖皇女」。继承了巫女和皇室的血脉，擁有未來視（預見未來）的能力。永远保持微笑，我行我素的大人物。透過未來視知道阿米優是勇者和賽伊卡是魔王的事，並對賽伊卡表示他們不是敵人，暗中幫助他們逃離貴族追捕。
其實是皇子時期的皇帝與前任巫女之間有了私情後所生下的孩子（神殿的巫女不能與男性有戀情或任何肉體上的關係），因此在出生後就遭到了軟禁，直至父親登基才獲得釋放及得到公主的地位。不過透過未來視的力量看見未來後，為了不令自己看到的悲慘未來發生，因此開始積極的介入帝國政事，並利用自己的能力解決不少政治上的難題，於帝國內有了不小的影響力，有意成為下任女皇。

### 烏爾特懷特帝國

#### 蘭布羅格家
布雷斯·蘭布羅格（聲：速水獎）
賽伊卡的養父，實際上的伯父，盧夫特與格雷的父親。蘭布羅格伯爵家現任當家。
察覺到賽伊卡的「魔法」與人們所用的不同，認為讓他按照家族規矩進入以展現力量為主的帝國軍隊的話有失控的危險，於是改讓次子格雷進入軍中，而把賽伊卡送去魔法學園，希望如賽伊卡的親生父親、自己的親弟弟吉爾伯特所說「學園是個好地方」那樣能促進賽伊卡正面的成長。
貝露達·蘭布羅格（聲：五十嵐麗）
賽伊卡的養母，實際上的伯母，盧夫特與格雷的母親。對丈夫收養有魔族血統的賽伊卡一事感到不悅，但其實是童年尚未覺醒前世記憶的賽伊卡表現出的魔力與魔族給人的破壞、隨意殺戮的印象讓她感覺賽伊卡可能會危害到自己的兩個兒子而感到害怕。直到聽聞賽伊卡去魔法學園就讀後表現出的行為才慢慢接受他。
盧夫特·蘭布羅格（聲：大塚剛央、三宅麻理惠（童年））
賽伊卡的大哥，性情溫和友善，時常關心賽伊卡。魔法屬性為風屬性。
格雷·蘭布羅格（聲：上村祐翔、杉山里穗（童年））
賽伊卡的二哥，瞧不起賽伊卡沒有魔力，時常找碴並為難賽伊卡，事實上十分膽小。魔法屬性為火屬性。
在賽伊卡打敗從森林中跑出來的魔獸後，對布雷斯認可了賽伊卡前往魔法學園的事而不滿，並向其提出決鬥定勝負來決定誰才該去學園就讀，於決鬥前夜敗給賽伊卡後被送至軍中效力。
在軍隊服役兩年後與返家的賽伊卡再會，此時心靈已變得成熟，很適合當個軍人的他已成為身手不凡的魔法戰士，並在軍中擔任小隊長職務。更受到菲歐娜的提拔成為其近衛。
吉爾伯特·蘭布羅格
賽伊卡的親生父親，布雷斯的弟弟。布雷斯曾回憶起他是個有著自由奔放性格的人，從魔法學園畢業後就離家當起冒險者，最終替妻子梅洛莎與兒子賽伊卡斷後時被魔族的追兵所殺。
梅洛莎
女性神魔族，賽伊卡的親生母親，吉爾伯特的妻子，把襁褓中的賽伊卡託付給布雷斯。

### 阿斯蒂利亞王國
塞西里奧．阿斯蒂利亞（聲：梶原岳人）
烏爾特懷特帝國附屬國阿斯蒂利亞王國的王子。個性自私、好色、自我中心，把個人利益置於百姓之上。企圖強佔伊法的舉動觸怒了賽伊卡，更被對方怒罵「我決不會把伊法交給你」。

## 出版書籍
小說ー單行本版
| 冊數 | 雙葉社         | 雙葉社                 |
| 冊數 | 發售日期       | ISBN                   |
| ---- | -------------- | ---------------------- |
| 1    | 2019年7月31日  | ISBN 978-4-57-524194-5 |
| 2    | 2020年2月29日  | ISBN 978-4-57-524255-3 |
| 3    | 2020年6月30日  | ISBN 978-4-57-524294-2 |
| 4    | 2020年12月28日 | ISBN 978-4-57-524361-1 |
| 5    | 2021年10月29日 | ISBN 978-4-57-524460-1 |

小說ー文庫版
| 冊數 | 雙葉社         | 雙葉社                 |
| 冊數 | 發售日期       | ISBN                   |
| ---- | -------------- | ---------------------- |
| 1    | 2022年7月29日  | ISBN 978-4-57-575309-7 |
| 2    | 2022年8月29日  | ISBN 978-4-57-575312-7 |
| 3    | 2022年9月30日  | ISBN 978-4-57-575314-1 |
| 4    | 2022年12月28日 | ISBN 978-4-57-575319-6 |
| 5    | 2023年4月28日  | ISBN 978-4-575-75323-3 |
| 6    | 2023年7月28日  | ISBN 978-4-575-75329-5 |
| 7    | 2024年1月30日  | ISBN 978-4-575-75334-9 |
| 8    | 2025年1月30日  | ISBN 978-4-575-75349-3 |

漫畫
| 冊數 | 雙葉社         | 雙葉社                 |
| 冊數 | 發售日期       | ISBN                   |
| ---- | -------------- | ---------------------- |
| 1    | 2020年7月30日  | ISBN 978-4-57-541137-9 |
| 2    | 2021年1月30日  | ISBN 978-4-57-541201-7 |
| 3    | 2021年7月30日  | ISBN 978-4-57-541278-9 |
| 4    | 2022年1月2日   | ISBN 978-4-57-541358-8 |
| 5    | 2022年7月29日  | ISBN 978-4-57-541464-6 |
| 6    | 2023年1月30日  | ISBN 978-4-57-541578-0 |
| 7    | 2023年8月30日  | ISBN 978-4-57-541695-4 |
| 8    | 2024年5月15日  | ISBN 978-4-57-541835-4 |
| 9    | 2024年11月15日 | ISBN 978-4-575-42018-0 |
| 10   | 2025年6月13日  | ISBN 978-4-575-42171-2 |

## 電視動畫

### 製作人員
- 原作：小鈴危一
- 角色原案：、夕薙[30]
- 漫畫：岡崎俊憲（オカザキトシノリ）
- 導演：澀谷亮介
- 總導演：長山延好
- 系列構成、劇本：待田堂子
- 角色設計：菊池政芳、上野沙彌佳
- 音樂：桶狹間有沙
- 動畫製作：Studio Blanc.[5]

### 主題曲
片頭曲RECONNECTION（第2—3、5—12话）
作词：atsuko，作曲：atsuko、KATSU，编曲：KATSU，主唱：angela
第1话用作片尾曲
片尾曲
作詞、作曲：（saji），編曲：中島生也（monoralism）
主唱：
伊法（和氣杏未，第2、5、6、8、9、10話）
阿米優（稗田寧寧，第2、5、6、8、10、12話）
梅貝爾（鬼頭明里，第7、8、10話）
片尾曲（第3话）
作词、作曲、编曲：月蚀会议
主唱：Sou

### 各話列表
| 話數 | 日文標題 | 中文標題         | 劇本     | 分鏡       | 演出             | 作畫監督                                                        | 总作画监督           | 首播日期      |
| ---- | -------- | ---------------- | -------- | ---------- | ---------------- | --------------------------------------------------------------- | -------------------- | ------------- |
| 1    |          | 最强的阴阳师     | 待田堂子 | 涩谷亮介   | 涩谷亮介         | 藤田真弓、山崎辉彦                                              | 菊池政芳、上野沙弥佳 | 2023年 1月7日 |
| 2    |          | 學園都市羅德涅阿 | 待田堂子 | 石栗和彌   | 石栗和彌         | 藤田真弓、山崎輝彥 池添優子、乘富梓 壽門堂首爾                  | 菊池政芳、上野沙弥佳 | 1月14日       |
| 3    |          | 預言的勇者       | 待田堂子 | 石栗和彌   | 石栗和彌         | 山崎輝彥、永田文宏 池添優子、乘富梓 谷口繁則 壽門堂首爾         | 菊池政芳、上野沙弥佳 | 1月21日       |
| 4    |          | 迷宫陷阱         | 待田堂子 | 青木香奈枝 | 青木香奈枝       | 金璐浩、山崎辉彦 池添优子、乘富梓 壽門堂首爾                    | 菊池政芳、上野沙弥佳 | 1月28日       |
| 5    |          | 梅貝爾·克萊因    | 待田堂子 | 渡真利晃喜 | 渡真利晃喜       | 金璐告浩、山崎輝彥 永田文宏、菅原美智代 池添優子、乘富梓        | 菊池政芳、上野沙弥佳 | 2月4日        |
| 6    |          | 各自的圖謀       | 待田堂子 | 中嶋清人   | 中嶋清人         | 永田文宏、乘富梓 提繪梨果、山崎輝彥 菅原美智代 壽門堂首爾       | 菊池政芳、上野沙弥佳 | 2月11日       |
| 7    |          | 兄妹             | 待田堂子 | 渡真利晃喜 | 渡真利晃喜       | 永田文宏、乘富梓 堤繪梨果、山崎輝彥 菅原美智代、谷口繁則        | 菊池政芳、上野沙弥佳 | 2月18日       |
| 8    |          | 伊法的心意       | 待田堂子 | 青木香奈枝 | 金承德           | 永田文宏、乘富梓 堤繪梨果、山崎輝彥 菅原美智代 壽門堂首爾       | 菊池政芳、上野沙弥佳 | 2月25日       |
| 9    |          | 伊法的決心       | 待田堂子 | 石栗和彌   | 宮崎修治         | 永田文宏、乘富梓 堤繪梨果、山崎輝彥 菅原美智代 壽門堂首爾       | 菊池政芳、上野沙弥佳 | 3月4日        |
| 10   |          | 聖皇女           | 待田堂子 | 渡真利晃喜 | 粟井重紀         | 永田文宏、乘冨梓 堤繪梨果、山崎輝彥 菅原美智代 壽門堂首爾       | 菊池政芳、上野沙弥佳 | 3月11日       |
| 11   |          | 未來視           | 待田堂子 | 渡真利晃喜 | 渡邊純央         | 永田文宏、乘富梓 堤繪梨果 壽門堂首爾                            | 菊池政芳、上野沙弥佳 | 3月18日       |
| 12   |          | 最可怕的魔王     | 待田堂子 | 宫崎渚     | 远藤良柄、李起燮 | 永田文宏、乘富梓 堤绘梨果、山崎辉彦 金璐浩 寿门堂首尔           | 菊池政芳、上野沙弥佳 | 3月25日       |
| 13   |          | 新的旅程         | 待田堂子 | 山田浩之   | 中岛清人         | 永田文宏、乘富梓 堤绘梨果、山崎辉彦 金璐浩、谷口繁则 寿门堂首尔 | 菊池政芳、上野沙弥佳 | 4月1日        |

## 外部連結
- 成為小說家吧官方網站（日語）
- 漫畫連載網站（日語）
- 電視動畫官方網站（日語）
- 電視動畫的X（前Twitter）（日語）